# Church of Jesus Christ of Latter Day Saints
Church of Jesus Christ of Latter Day Saints är ett trossamfund inom sista dagars heliga-rörelsen bildat av James J. Strang. Dess högkvarter ligger i Burlington i den amerikanska delstaten Wisconsin.
Kyrkan ska inte förväxlas med den större och mer välkända The Church of Jesus Christ of Latter-day Saints, i Sverige känd under namnet Jesu Kristi Kyrka av Sista Dagars Heliga. Båda dessa kyrkor hävdar att de är de enda sanna arvtagarna till den Kristi kyrka som grundades av Joseph Smith den 6 april 1830. 

## Historia

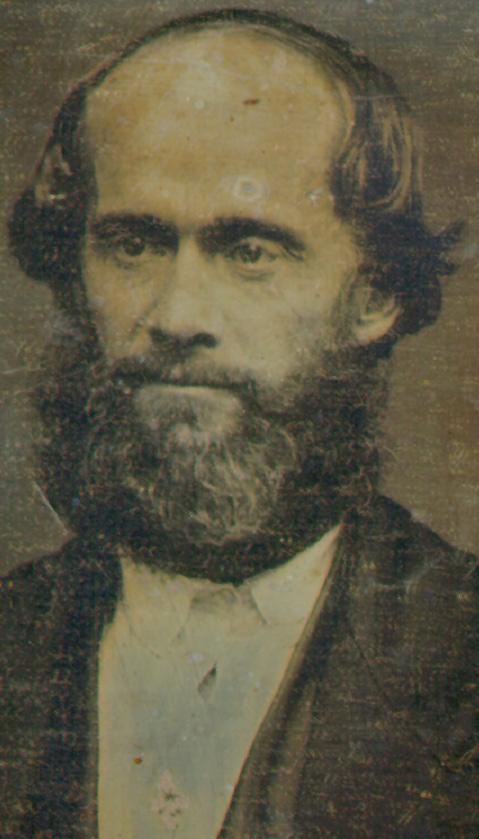
James J. Strang

1844 slog sig Strang och 2 000 anhängare ner strax väster om Burlington i Wisconsin. Där grundlade de staden Voree och började bygga på ett tempel som aldrig blev färdigt. Strang hävdade att en ängel uppenbarat sig för honom i Voree den 1 september 1845 och visat honom en plats där ett forntida budskap, riktat till Guds folk, skulle vara gömt.
Den 13 september ska Strang och fyra vänner ha begett sig till denna plats, en stor ek på en sluttning söder om floden White Riwer i Wisconsin. Efter att undersökt platsen, och noggrant försäkrat sig om att inga spår av grävande eller annan mänsklig påverkan kunde konstateras, högg man ner trädet och grävde tre fot ner i marken. Där ska man ha funnit tre små mässingsplåtar i ett skrin av bränd lera. Strang hävdade att han med gudomlig hjälp ska ha översatt plåtarnas text, som skulle vara skrivna av en forntida amerikan, Rajah Manchou från Vorito. I denna text, som var skrivet med ett dittills okänt alfabet, ska kullen där den var nedgrävd ha kallats ”Hill of Promise”.
Flera inflytelserika mormoner, däribland Josephs Smiths närmaste familj, stödde till en början Strangs anspråk på att vara kyrkans rätte profet och ledare efter Smiths död. Men många av dem drog tillbaka sitt stöd när Strang från 1849 började förändra sin förkunnelse och praxis på många områden samtidigt som man upplevde honom som alltmer maktfullkomlig: 1849 började Strang förorda polygami, 1850 flyttades kyrkans högkvarter till Beaver Island i Lake Michigan, där man anlade kolonin St James, med Strang som ”kung” och härskare och samma år började Strang lära att lördagen var den rätta vilodagen.

### Herrens lagbok
1851 publicerade Strang Herrens lagbok (The Book of the Law of the Lord). Strang hävdade att den huvudsakligen byggde på en översättning av Labans plåtar (nämnda i Mormons bok, 1:a Nephi 4:20), som en ängel skulle ha överlämnat till honom tillsammans med Urim och Tummim, med vilkas hjälp han översatt texten på plåtarna. Strang hävdade att dessa plåtar (precis som de guldplåtar som manuset till Mormons bok var skrivna på) utgjorde förlorade delar av Bibeln som förts ut ur Jerusalem i samband med den Babyloniska fångenskapen (omkring år 600 f.Kr.) och därefter förts över till Amerika av rättrogna judar som seglat över haven. Där ska de ha legat gömda för att uppenbaras för Guds sanna vittnen i den yttersta tiden.
Strang hänvisade till Bibeln och menade att de stavar som omnämns i Hesekiel 37:19 syftar på Mormons bok (”Josefs stav”) och Herrens lagbok (”Juda stav”). Boken sägs även innehålla den enda kompletta och sanna versionen av tio Guds bud.

### Mordet på Strang, kyrkans nedgång
I St James mötte Strang mycket fientlighet från den omgivande befolkningen, på grund av konflikter kring landfrågor och annat. Hans despotiska maner resulterade också i ett växande motstånd bland en del av kyrkans medlemmar. Den 20 juni 1856 sköts Strang i ryggen av två motståndare. Han avled tre veckor senare av skadorna. I samma veva anlände motståndare till kolonisterna till ön, körde hastigt bort kyrkans folk på ångbåtar och lade beslag på deras egendom.
Utblottade och utan någon utpekad ledare spreds kyrkans medlemmar nu som agnar för vinden; många av dem kom att ansluta sig till den Reorganiserade Jesu Kristi Kyrka av Sista Dagars Heliga (bildad 1860 och numera känd som Kristi Samfund) men en mindre grupp under ledning av översteprästen Wingfield Watson höll fast vid Strangs läror och återvände till trakterna av Voree. Där finns än idag kvar en liten spillra av kyrkan som har en egen webbplats, men inga profeter eller apostlar. Det högsta ämbetet som idag upprätthålls i kyrkan är äldste.